# Пешковиці
Пешковиці (пол. Pieszkowice, нім. Petersdorf) — село в Польщі, у гміні Польковиці Польковицького повіту Нижньосілезького воєводства.
Населення — 62 особи (2011).
У 1975-1998 роках село належало до Легницького воєводства.

## Демографія
Демографічна структура станом на 31 березня 2011 року:
|          | Загалом | Допрацездатний вік | Працездатний вік | Постпрацездатний вік |
| -------- | ------- | ------------------ | ---------------- | -------------------- |
| Чоловіки | 30      | 6                  | 19               | 5                    |
| Жінки    | 32      | 9                  | 16               | 7                    |
| Разом    | 62      | 15                 | 35               | 12                   |